# Høvl
En høvl er et spåntagende håndværktøj til bearbejdning af træ. Der findes også høvle til metal, fx orgelbyggerens blyhøvl eller dennes messinghøvl, der begge er beregnet til metalhøvling.
Høvlen består af en høvlstok, hvis sål den skærende klinge, høvljernet rager få tiendedele af en millimeter igennem. Denne afstand er justerbar, så der kan tages en spån af ønsket tykkelse.
Jernet er på træhøvle fastgjort ved hjælp af en kile og på jernhøvle med en skrue, der er fastgjort til "skroget" og en ekstra "klap", der spændes vha. en excentrik.

## Historie
Høvlen er et så elementært værktøj for en træsmed, at man kunne få den tanke, at det er en opfindelse, der må være gjort meget tidligt. Det er imidlertid ikke tilfældet. Set i historisk perspektiv hører høvlen til blandt værktøjets benjaminer – den ældst kendte er således ikke mere end henved 2000 år gammel, fundet i Pompeji. Men til gengæld er der i princippet ikke sket forandringer med den siden; den er blevet specialiseret, der er udviklet nye former, fastgøringen af klappen er ændret, vi har fået høvle helt af jern i den mellemliggende tid, men en høvl fra romersk oldtid ligner til forveksling en nutidig.
Det mest betydningsfulde, der er sket med den, er klappen, eller bakken, der er kommet til inden for de sidste få hundredår. Jernhøvlen kan man ikke regne med i denne forbindelse, den har alligevel rødder i den klassiske oldtid.

## Opfindelsen/Oprindelsen
Hvem der her opfundet høvlen, og hvornår det er sket, er temmelig usikkert. Greber (1956) har påvist høvlspåner i ægyptiske kister fra 2. halvdel af 4. årh. f. Kr. stammende fra den græske kolonisation af Nordafrika. Hvordan disse høvlspåner er fremkommet, er dog et spørgsmål, idet jeg fra ægyptologen Elin Rand Nielsen, Nationalmuseet i København, har fået mundtlig oplysning om, at hugspåner fra en skarøkse undertiden kan tage form af høvlspåner, og ægypterne kendte og brugte skarøkser. Dertil kommer, at høvlen forudsætter brug af jern, og det kendte ægypterne ikke til, før romerne kom med det langt senere.
Flere forfattere mener, det var grækerne, der udviklede høvlen. Hvornår det er sket, vides ikke, men det står imidlertid fast, at allerede for henved 2000 år siden stod den fuldt udviklet, som vi kender den i dag, med et træhus (høvlstok), et jern placeret i den forreste tredjedel af stokken, fastgjort med en kile (spændt op mod en tværpind i spånhullet).
Man har ligeledes fundet romerske høvle med bronzehus fra denne tid, mens de tidligste jernhøvle, som jeg har kendskab til, er tyske, men har muligvis aldrig været i brug som værktøj.
Jernhøvle har aldrig været i almindeligt brug før slutningen af 1800-tallet.
Visse kilder angiver, at den græske sagnhelt Daidalos (egl. "kunstner", men vel lige så meget "håndværker", opfinder og arkitekt), skulle være ophavsmand til høvlen, men der er til dato ikke fundet græske høvle af den alder. Grækerne havde dog et navn, rhykané, der åbenbart betyder "høvl", men der er endnu ingen kommet til veje ad arkæologisk vej.

## Et meget vigtigt værktøj
Hvor vigtigt et stykke værktøj høvlen er, ses af den omhu, mange af dem er udført med; der er blevet kælet for dem, de er blevet ornamenteret med karvskæringer, har fået volutter hist og her, hornet er undertiden rene kunstværker, og bærer præg af megen opfindsomhed – ikke mindst i perioden ca 1600-1800.
Noget andet er det overvældende antal navne, der knytter sig til den, flere end der er udformninger. Hver landsdel og hvert fag har sine særlige navne, der ofte er meget talende: Tyr, Svinehans, Kristoffer osv.

## Litterært belæg
Ret tidligt er der litterært belæg for høvlens anvendelse, idet allerede Plinius den Ældre (død A. D. 79) indirekte omtaler høvlen som almindeligt anvendt værktøj. Ikke så underligt, at netop de ældste høvle er fundet i Pompei, der sammen med Herculaneum, blev begravet under askeregnen fra Vesuvs udbrud, og som også tog livet af førnævnte forfatter.

## Trækhøvle
Trækhøvle bruges i dag i Japan og Kina, men nok så interessant er det, at der i det østlige Arktisk Canada, på den lille ø Skræling Island (ved Bache halvøen på Ellesmere Island), der ligger på højde med Thule, er fundet nordbo -genstande, herunder en mærkværdigt formet høvl, som vistnok kan tolkes som en trækhøvl.

## Jernalderfund, Vikingetidsfund
Det varede ikke længe, inden de første høvle dukkede op i Danmark. Vi er så heldige, at have flere eksemplarer fra det historikerne kalder yngre romersk jernalder, perioden 200-400 e. Kr.
To af dem er rundstavhøvle, beregnet til hhv. spyd- og pileskafter, efter fundomstændighederne at dømme. De lå blandt andet gods i en offermose (Vimose) på Fyn, kastet ud, formentlig efter en vellykket sejr over en ukendt fjendtlig hær – der måske blot har bestået af andre fynboer, jyder eller sjællændere – som tak til nogle for os ukendte guder. At det er høvle, er der ingen tvivl om, men skulle de opstå tvivl, har brugeren sikret sig, og skrevet på den ene, at det er en talio, i øvrigt det eneste ord, der er genkendeligt i den forbindelse.
Netop i denne periode af jernalderen er vi under kraftig indflydelse fra Romerriget, der har sine nordlige grænser nogle få hundrede kilometer nede i Tyskland.
Brugen af høvle er endvidere påvist i vikingetidens skibe, og ikke kun i de danske; det berømte Osebergskib og andre norske både fra den tid er ornamenteret med profilerede bordplanker, men i de fleste tilfælde venter vi endnu på at få deres værktøj at se.
Ellers skal vi helt frem til renæssancen, før høvle for alvor vinder indpas. Det er først nu, der er behov for finere snedkerarbejde. Det foranlediger til gengæld slagsmål mellem snedkere og tømrere om retten til at anvende værktøjet.

## Metalhøvl eller træhøvl
Høvle med støbt hus er et kapitel for sig. De gamle romere forstærkede høvlblokken med et nærmest U-formet jern, og sidenhen er anvendt høvle med messingsål. Indtil for omkring 150 år siden var egentlige jernhøvle dog sjældne om end ikke helt ukendte. Nogle af de ældste er fremstillet i slutningen af 16. årh. Bl.a. ejede kurfyrst August af Sachsen (d. 1586) to smukke eksemplarer; en jævnaldrende befinder sig (jf. Greber, 1956) i Wien. Der er derefter et slip indtil 1827, hvor Knowles tager patent på en. Gennembrud af jernhøvl sket omkring 1860 med udgangspunkt i Nordamerika efterfulgt med afstand fra England og Sverige.

## Bailey
Udviklingen tager dog rigtig fart med Leonard Bailey, der i årene fra 1858 og de følgende 30 år, patenterede flere opfindelser, der sluttelig resulterede i den Stanleyhøvl, vi kender i dag, og som altid bærer hans navn; se selv efter, det står på enhver Stanleyhøvl rundt omkring snuden. Jernhøvle fremstilles nu også af andre firmaer, herunder den engelske Record®-høvl.
Det er først og fremmest rubank, puds-, blok-, sims- og næsehøvle, der laves af jern; alle andre typer er så godt som gået af brug.
Jernhøvle findes både med glat og med riflet sål. Den riflede yder ikke så stor modstand som den glatte. Jernhøvlens sål smøres med tyndtflydende olie, i modsætning til træhøvlens, der gnides med paraffin, stearin eller lign. for at den kan gå lettere.
Resten af høvlens udviklingshistorie er blot variationer over det tema, der så dagens lys for mere end 2000 år siden. Der er endnu sandhed i det gamle ord om at "der er intet nyt under solen"!

## Høvlens enkelte dele
En træhøvl består af et høvlhus, der også kaldes høvlstok, en træblok hvori alle høvlens dele er fæstet. Ca på midten af huset sidder høvljernet og klappen, der med en kile er fæstet i en kilegang. Bunden af høvlhuset kaldes sålen. Den er på træhøvle glat, og må iblandt smøres med fx stearin for at glide bedre.
Foran på høvlstokken sidder et horn, så (normalt) venstre hånd kan styre den (hvis høvlen anvendes som trækhøvl er det dog højre hånd, der fatter om hornet). I den form vi kender det i dag, blev hornet udviklet omkring år 1500, og er med få ændringer blevet brugt i det kontinentale Europa, mens angelsakserne glemte det, angiveligt fordi de kun skubber høvlen, og aldrig trækker den mod sig.
Bag jernet sidder på moderne høvle en klods, der kaldes enten håndskåner eller håndværn. Klodsens bagside er konkav, således at mellemrummet mellem højre hånds tommel og pegefinder kan hvile uden at hånden deformeres. Før en sådan blev monteret på høvlen, fik gamle snedkere med tiden ofte vanskabt højre tommelfinger, idet yderste led på den kom til at pege udad i en unaturlig stilling.
På korthøvle, såsom skrub-, slet- og pudshøvle, sidder bagtil oftest en slagknap af metal, der har den funktion, at hvis man med en hammer banker nogle gange på den, løsnes jern og kile. På lange høvle (rubank) sidder slagknappen foran jernet, mens der et stykke bag jernet er et håndtag, hvor højre hånd skubber høvlen fremad.
Den største forbedring af håndhøvlen er klappen, spånbryderen, som der er belæg for siden 1787. Opfindelsen er formentlig gjort i England. Klappen er et ekstra jern, der er fastgjort til det skærende jern med en skrue, sådan at afstanden til skæret kan reguleres. Den bevirker at spånen brækker tidligere, hvorfor der ikke er så stor fare for, at rive for meget af emnet op. Før klappen kom til klarede man sig ved at gøre spunshullet i sålen smallere eller stejlere, eller ved at ændre jernets hældningsvinkel mod den rette vinkel.

## Jernets slibning
Høvljern skal, i lighed med alle andre skærende værktøjer, være skarpe, og må derfor lejlighedsvis slibes. Det gøres på tre forskellige måder: Til dagligt ved hjælp af en mere eller mindre grov karborundumsten og en finere strygesten, der førhen bestod af en belgisk brokke, der nu er særdeles sjælden og vist kun fås i keramisk udgave fremstillet af smuld. Sjældnere, hvis der er kommet hak i skæret, skal skæret slibes "rigtigt" op på f.eks. en slibemaskine, hvorefter det finslibes som ved den "daglige" slibning.

Slibevinkel på høvlklinge til slethøvl:
- ca. 25 grader til hårdere træ (bruges normalt),
- ca. 20 grader til blødt træ.

## Skrubhøvl, Slethøvl og Pudshøvl
Pudshøvl er den "klassiske" høvl, som de fleste har haft i hænderne. Før man brugte pudshøvlen – mens man endnu kun havde håndens arbejde at gøre godt med – var to andre høvle i brug. Til den første grove bearbejdning anvendte man skrubhøvl, og skulle det være en bagklædning i et møbel brugtes intet andet. Efter skrubhøvlen, fik emnet en gang slethøvl og til sidst en omgang med pudshøvl.
Pudshøvlen fremstilles traditionelt, som de fleste træhøvle, af hårdttræ: hvidbøg, avnbøg, frugttræ, buksbom eller lignende; undertiden forstærkes sålen med en særlig modstandsdygtig træsort, pokkenholt, palisander eller lignende. Længden er normalt (efter DIN – Deutsches Institut für Normung) 220 mm – mod skrubhøvlens og slethøvlens 240. Jernet er dobbelt, bredden varierer på moderne høvle mellem 45 og 54 mm, men set i historisk perspektiv er der store variationer både i længde og bredde. Jernets vinkel er ca. 45°.

## Rubank og Falsrubank
Rubank, som vistnok i sløjdsammenhæng også kaldes en langhøvl, er en høvl, der har et hus (høvlstok) med en længde af 40-75 cm. Rubank findes også som jernhøvl, fx fabrikerer Stanley sådanne.
Endvidere findes en Falsrubank – se billeder.

## Skolehøvle
Den danske sløjdpioner Aksel Mikkelsen udviklede omkring 1890 værktøj i børnestørrelse, herunder de almindeligste høvle (rubank, slethøvl og pudshøvl), som blev fremstillet og solgt af Dansk Skolesløjds Værktøjshandel i København. Ud over at høvlene var mindre, var hornet symmetrisk, så det var ens at holde på for såvel højre- som venstrehåndede elever.

## Specielle høvle
Af specielle høvle kan nævnes fx nothøvl, Falshøvl, Zieklingehøvl, Karnishøvl og Falsrubanken, der er en speciel rubank, der anvendes som falshøvl.
- Blokhøvl
- Bugthøvl
- Falshøvl
- Falsrubank
- Fingerhøvl
- Flammehøvl eller flammelistehøvl eller Springlistehøvl
- Hjorthøvl
- Husskruehøvl
- Jernhøvl = Jernpudshøvl
- Karnishøvl
- Krøs
- Nothøvl (høvl med et smalt jern til noter)
- Næsehøvl
- Meddraghøvl
- Profilhøvl (til høvling af f.eks. lister og rammer, der skal have en eller anden profil.)
- Pudshøvl
- Radikalhøvl
- Rubank (også kaldet langhøvl)
- Simshøvl (med skær i hele høvlstokkens bredde)
- Skibshøvl
- Skrubhøvl = Skruphøvl (til grovere spåner)
- Slethøvl
- Spundingshøvl eller Spunningshøvl. Er en form for falshøvl' brugt af bådebyggere.
- Stryghøvl
- Stubhøvl (til høvling af endetræ), med meget stejlt blad
- Surformhøvl, en slags Rasp i høvl-facon
- Svinehans Tomandshøvl, Okshøvl eller Tyr
- Tagspånhøvl
- Tandhøvl
- Zieklingehøvl
- Ølhøvl, lille høvlformet øloplukker.

|  |  |  |
|  |  |  |
|  |  |  |
|  |  |  |
|  |  |  |